# Putzenreuth
Putzenreuth (fränkisch: Budsaraid) ist ein Gemeindeteil der Gemeinde Kammerstein im Landkreis Roth (Mittelfranken, Bayern). Putzenreuth liegt in der Gemarkung Unterreichenbach.

## Geografie
Unmittelbar südlich des Dorfes fließt ein namenloser rechter Zufluss der Volkach. Jenseits des Baches liegt das Flurgebiet „Hut“, im Nordosten grenzt das Flurgebiet „Siebenmorgen“ an und 0,25 km nordwestlich liegt das „Leuzdorfer Holz“. Gemeindeverbindungsstraßen führen nach Kottensdorf zur Staatsstraße 2239 (1,9 km nördlich), nach Volkersgau (0,8 km südlich), nach Prünst (2 km westlich) und zu einer Gemeindeverbindungsstraße (1,2 km östlich), die nach Oberreichenbach (1 km östlich) bzw. mach Volkersgau verläuft (1,2 km südwestlich).

## Geschichte
1313 wurde der Ort im Lehensverzeichnis des Ramung IV. von Kammerstein als „Putzenrewt“ erstmals urkundlich erwähnt. Der Ortsname hat als Bestimmungswort den Personennamen des Gründers Puzzo und als Grundwort -reuth, d. h. „Zur Rodung des Puzzo“. Die Burggrafschaft Nürnberg hatte im Ort Ansprüche, in deren Nachfolge die Markgrafschaft Ansbach. Im markgräflichen Salbuch von 1434 wurden für „Puczenreuͤt“ 3 Güter angegeben. Im Salbuch von 1623 wurden neben diesen Gütern, 3 weitere Anwesen genannt, von denen zwei der Reichsstadt Nürnberg und eines der Frauentraut’schen Stiftung zu Schwabach unterstanden. 1732 gab es laut den Oberamtsbeschreibungen von Johann Georg Vetter in Putzenreuth 3 Anwesen, von denen 1 Anwesen dem Kastenamt Schwabach, 1 Anwesen der Frauentraut’schen Stiftung und 1 Anwesen dem Reichen Almosen der Reichsstadt Nürnberg unterstanden.
Gegen Ende des 18. Jahrhunderts gab es in Putzenreuth 5 Anwesen und ein Gemeindehirtenhaus. Das Hochgericht übte das brandenburg-ansbachische Oberamt Schwabach aus. Die Dorf- und Gemeindeherrschaft hatte das Kastenamt Schwabach. Grundherren waren das Fürstentum Ansbach (Kastenamt Schwabach: 2 Halbhöfe, 1 Köblergut; Frauentraut’sche Stiftung: 1 Halbhof) und das Landesalmosenamt der Reichsstadt Nürnberg (1 Halbhof). Von 1797 bis 1808 unterstand der Ort dem Justiz- und Kammeramt Schwabach. 1802 gab es im Ort weiterhin 5 Anwesen, die den gleichen Grundherren unterstanden.
Im Rahmen des Gemeindeedikts wurde 1808 Putzenreuth dem Steuerdistrikt Unterreichenbach und der 1818 gebildeten Ruralgemeinde Unterreichenbach zugeordnet, die am 9. Juni 1960 in Volkersgau umbenannt wurde, nachdem Unterreichenbach nach Schwabach umgegliedert wurde. Am 1. Mai 1978 wurde Putzenreuth im Zuge der Gebietsreform in Bayern nach Kammerstein umgegliedert.

## Einwohnerentwicklung
| Jahr      | 001818 | 001840 | 001861 | 001871 | 001885 | 001900 | 001925 | 001950 | 001961 | 001970 | 001987 |
| Einwohner | 43     | 45     | 40     | 40     | 46     | 44     | 54     | 60     | 49     | 50     | 59     |
| Häuser    | 5      | 5      |        |        | 7      | 8      | 9      | 9      | 9      |        | 15     |
| Quelle    | [ 14 ] | [ 15 ] | [ 16 ] | [ 17 ] | [ 18 ] | [ 19 ] | [ 20 ] | [ 21 ] | [ 22 ] | [ 23 ] | [ 1 ]  |

## Religion
Der Ort ist seit der Reformation evangelisch-lutherisch geprägt und bis heute nach St. Georg (Kammerstein) gepfarrt. Die Katholiken sind nach St. Sebald (Schwabach) gepfarrt.